# Circonvoluzioni orbitofrontali mediali
La parte bassa o superficie orbitale del lobo frontale è concava, e resta sulla placca orbitale dell'osso frontale. È divisa in quattro circonvoluzioni orbitali da un evidente solco orbitale a forma di H. Sono chiamate  circonvoluzioni orbitofrontali mediali. La circonvoluzione orbitale mediale presenta un marcato solco anteriore-posteriore, il solco olfattivo; la porzione centrale di questo è chiamata giro retto, ed è continuante con la circonvoluzione frontale superiore sulla superficie centrale.